# تپه گوزلی
تپه گوزلی مربوط به هزاره اول قبل از میلاد است و در شهرستان پارس‌آباد، بخش اصلاندوز، روستای گوزلی واقع شده و این اثر در تاریخ ۱۲ بهمن ۱۳۸۱ با شمارهٔ ثبت ۷۴۰۵ به‌عنوان یکی از آثار ملی ایران به ثبت رسیده است.